# Liste der Nummer-eins-R&B-Alben in den USA (2013)
Dies ist eine Liste der Nummer-eins-Alben in den von Billboard ermittelten Verkaufscharts für die seit dem 26. Januar 2013 als R&B/Hip-Hop-Alben geführten, die ab dem gleichen Zeitpunkt neu berechneten R&B-Alben sowie Rap-Alben in den USA im Jahr 2013. In diesem Jahr erreichten siebenundzwanzig R&B-Alben und dreiundzwanzig Rap-Alben Nummer-eins-Status.

## R&B/Hip-Hop-Alben (Top 50)
| ← 2012 ← | Liste der Nummer-eins-R&B-Alben in den USA | Liste der Nummer-eins-R&B-Alben in den USA | Liste der Nummer-eins-R&B-Alben in den USA | 2014 →                    |
| \| Zeitraum \| Wo. ges. \| Interpret \| Titel \| Zusätzliche Informationen \| \| (Zeitraum, Wochen auf Platz eins, Interpret, Titel, zusätzliche Informationen) \| \| \| \| \| \| ------------------------------------------------------------------------------ \| -------- \| ----------------------- \| --------------------------------- \| ------------------------- \| \| 29. Dezember 2012 – 4. Januar 2013 1 Woche (insgesamt 1) \| 1 \| The Game \| Jesus Piece[1] \| – \| \| 5. Januar 2013 – 18. Januar 2013 2 Wochen (insgesamt 2) \| 2 \| T.I. \| Trouble Man: Heavy Is the Head[2] \| – \| \| 19. Januar 2013 – 25. Januar 2013 1 Woche (insgesamt 2) \| 2 \| Alicia Keys \| Girl on Fire[3] \| – \| \| 26. Januar 2013 – 1. Februar 2013 1 Woche (insgesamt 3) \| 3 \| T.I. \| Trouble Man: Heavy Is the Head \| – \| \| 2. Februar 2013 – 15. Februar 2013 2 Wochen (insgesamt 2) \| 2 \| ASAP Rocky \| Long.Live.A$AP[4] \| – \| \| 16. Februar 2013 – 22. Februar 2013 1 Woche (insgesamt 1) \| 1 \| Charlie Wilson \| Love, Charlie[5] \| – \| \| 23. Februar 2013 – 1. März 2013 1 Woche (insgesamt 1) \| 1 \| Joe Budden \| No Love Lost[6] \| – \| \| 2. März 2013 – 15. März 2013 2 Wochen (insgesamt 3) \| 3 \| Rihanna \| Unapologetic[7] \| – \| \| 16. März 2013 – 29. März 2013 2 Wochen (insgesamt 3) \| 3 \| Macklemore & Ryan Lewis \| The Heist[8] \| – \| \| 30. März 2013 – 5. April 2013 1 Woche (insgesamt 1) \| 1 \| Mindless Behavior \| All Around the World[9] \| – \| \| 6. April 2013 – 3. Mai 2013 4 Wochen (insgesamt 4) \| 4 \| Justin Timberlake \| The 20/20 Experience[10] \| – \| \| 4. Mai 2013 – 10. Mai 2013 1 Woche (insgesamt 1) \| 1 \| Kid Cudi \| Indicud[11] \| – \| \| 11. Mai 2013 – 17. Mai 2013 1 Woche (insgesamt 1) \| 1 \| Fantasia \| Side Effects of You[12] \| – \| \| 18. Mai 2013 – 7. Juni 2013 3 Wochen (insgesamt 7) \| 7 \| Justin Timberlake \| The 20/20 Experience \| – \| \| 8. Juni 2013 – 14. Juni 2013 1 Woche (insgesamt 1) \| 1 \| French Montana \| Excuse My French[13] \| – \| \| 15. Juni 2013 – 5. Juli 2013 3 Wochen (insgesamt 10) \| 10 \| Justin Timberlake \| The 20/20 Experience \| – \| \| 6. Juli 2013 – 12. Juli 2013 1 Woche (insgesamt 1) \| 1 \| Kanye West \| Yeezus[14] \| – \| \| 13. Juli 2013 – 19. Juli 2013 1 Woche (insgesamt 1) \| 1 \| Wale \| The Gifted[15] \| – \| \| 20. Juli 2013 – 26. Juli 2013 1 Woche (insgesamt 1) \| 1 \| J. Cole \| Born Sinner[16] \| – \| \| 27. Juli 2013 – 16. August 2013 3 Wochen (insgesamt 3) \| 3 \| Jay-Z \| Magna Carta Holy Grail[17] \| – \| \| 17. August 2013 – 30. August 2013 2 Wochen (insgesamt 2) \| 2 \| Robin Thicke \| Blurred Lines[18] \| – \| \| 31. August 2013 – 6. September 2013 1 Woche (insgesamt 1) \| 1 \| K. Michelle \| Rebellious Soul[19] \| – \| \| 7. September 2013 – 13. September 2013 1 Woche (insgesamt 1) \| 1 \| TGT \| Three Kings[20] \| – \| \| 14. September 2013 – 20. September 2013 1 Woche (insgesamt 1) \| 1 \| Big Sean \| Hall of Fame[21] \| – \| \| 21. September 2013 – 27. September 2013 1 Woche (insgesamt 1) \| 1 \| Tamar Braxton \| Love and War[22] \| – \| \| 28. September 2013 – 4. Oktober 2013 1 Woche (insgesamt 1) \| 1 \| The Weeknd \| Kiss Land[23] \| – \| \| 5. Oktober 2013 – 11. Oktober 2013 1 Woche (insgesamt 1) \| 1 \| Maybach Music Group \| Self Made Vol. 3[24] \| – \| \| 12. Oktober 2013 – 18. Oktober 2013 1 Woche (insgesamt 1) \| 1 \| Drake \| Nothing Was the Same[25] \| – \| \| 19. Oktober 2013 – 25. Oktober 2013 1 Woche (insgesamt 1) \| 1 \| Justin Timberlake \| The 20/20 Experience – 2 of 2[26] \| – \| \| 26. Oktober 2013 – 22. November 2013 4 Wochen (insgesamt 5) \| 5 \| Drake \| Nothing Was the Same \| – \| \| 23. November 2013 – 27. Dezember 2013 5 Wochen (insgesamt 5) \| 5 \| Eminem \| The Marshall Mathers LP 2[27] \| – \| |                                            |                                            |                                            |                           |
| ← 2012 |                                            |                                            |                                            | → 2014 →                  |
| Zeitraum | Wo. ges.                                   | Interpret                                  | Titel                                      | Zusätzliche Informationen |
| (Zeitraum, Wochen auf Platz eins, Interpret, Titel, zusätzliche Informationen) |                                            |                                            |                                            |                           |
| 29. Dezember 2012 – 4. Januar 2013 1 Woche (insgesamt 1) | 1                                          | The Game                                   | Jesus Piece                                | –                         |
| 5. Januar 2013 – 18. Januar 2013 2 Wochen (insgesamt 2) | 2                                          | T.I.                                       | Trouble Man: Heavy Is the Head             | –                         |
| 19. Januar 2013 – 25. Januar 2013 1 Woche (insgesamt 2) | 2                                          | Alicia Keys                                | Girl on Fire                               | –                         |
| 26. Januar 2013 – 1. Februar 2013 1 Woche (insgesamt 3) | 3                                          | T.I.                                       | Trouble Man: Heavy Is the Head             | –                         |
| 2. Februar 2013 – 15. Februar 2013 2 Wochen (insgesamt 2) | 2                                          | ASAP Rocky                                 | Long.Live.A$AP                             | –                         |
| 16. Februar 2013 – 22. Februar 2013 1 Woche (insgesamt 1) | 1                                          | Charlie Wilson                             | Love, Charlie                              | –                         |
| 23. Februar 2013 – 1. März 2013 1 Woche (insgesamt 1) | 1                                          | Joe Budden                                 | No Love Lost                               | –                         |
| 2. März 2013 – 15. März 2013 2 Wochen (insgesamt 3) | 3                                          | Rihanna                                    | Unapologetic                               | –                         |
| 16. März 2013 – 29. März 2013 2 Wochen (insgesamt 3) | 3                                          | Macklemore & Ryan Lewis                    | The Heist                                  | –                         |
| 30. März 2013 – 5. April 2013 1 Woche (insgesamt 1) | 1                                          | Mindless Behavior                          | All Around the World                       | –                         |
| 6. April 2013 – 3. Mai 2013 4 Wochen (insgesamt 4) | 4                                          | Justin Timberlake                          | The 20/20 Experience                       | –                         |
| 4. Mai 2013 – 10. Mai 2013 1 Woche (insgesamt 1) | 1                                          | Kid Cudi                                   | Indicud                                    | –                         |
| 11. Mai 2013 – 17. Mai 2013 1 Woche (insgesamt 1) | 1                                          | Fantasia                                   | Side Effects of You                        | –                         |
| 18. Mai 2013 – 7. Juni 2013 3 Wochen (insgesamt 7) | 7                                          | Justin Timberlake                          | The 20/20 Experience                       | –                         |
| 8. Juni 2013 – 14. Juni 2013 1 Woche (insgesamt 1) | 1                                          | French Montana                             | Excuse My French                           | –                         |
| 15. Juni 2013 – 5. Juli 2013 3 Wochen (insgesamt 10) | 10                                         | Justin Timberlake                          | The 20/20 Experience                       | –                         |
| 6. Juli 2013 – 12. Juli 2013 1 Woche (insgesamt 1) | 1                                          | Kanye West                                 | Yeezus                                     | –                         |
| 13. Juli 2013 – 19. Juli 2013 1 Woche (insgesamt 1) | 1                                          | Wale                                       | The Gifted                                 | –                         |
| 20. Juli 2013 – 26. Juli 2013 1 Woche (insgesamt 1) | 1                                          | J. Cole                                    | Born Sinner                                | –                         |
| 27. Juli 2013 – 16. August 2013 3 Wochen (insgesamt 3) | 3                                          | Jay-Z                                      | Magna Carta Holy Grail                     | –                         |
| 17. August 2013 – 30. August 2013 2 Wochen (insgesamt 2) | 2                                          | Robin Thicke                               | Blurred Lines                              | –                         |
| 31. August 2013 – 6. September 2013 1 Woche (insgesamt 1) | 1                                          | K. Michelle                                | Rebellious Soul                            | –                         |
| 7. September 2013 – 13. September 2013 1 Woche (insgesamt 1) | 1                                          | TGT                                        | Three Kings                                | –                         |
| 14. September 2013 – 20. September 2013 1 Woche (insgesamt 1) | 1                                          | Big Sean                                   | Hall of Fame                               | –                         |
| 21. September 2013 – 27. September 2013 1 Woche (insgesamt 1) | 1                                          | Tamar Braxton                              | Love and War                               | –                         |
| 28. September 2013 – 4. Oktober 2013 1 Woche (insgesamt 1) | 1                                          | The Weeknd                                 | Kiss Land                                  | –                         |
| 5. Oktober 2013 – 11. Oktober 2013 1 Woche (insgesamt 1) | 1                                          | Maybach Music Group                        | Self Made Vol. 3                           | –                         |
| 12. Oktober 2013 – 18. Oktober 2013 1 Woche (insgesamt 1) | 1                                          | Drake                                      | Nothing Was the Same                       | –                         |
| 19. Oktober 2013 – 25. Oktober 2013 1 Woche (insgesamt 1) | 1                                          | Justin Timberlake                          | The 20/20 Experience – 2 of 2              | –                         |
| 26. Oktober 2013 – 22. November 2013 4 Wochen (insgesamt 5) | 5                                          | Drake                                      | Nothing Was the Same                       | –                         |
| 23. November 2013 – 27. Dezember 2013 5 Wochen (insgesamt 5) | 5                                          | Eminem                                     | The Marshall Mathers LP 2                  | –                         |

## R&B-Alben (Top 25)
| ← 2012 ← | Liste der Nummer-eins-R&B-Alben in den USA | Liste der Nummer-eins-R&B-Alben in den USA | Liste der Nummer-eins-R&B-Alben in den USA | 2014 →                    |
| \| Zeitraum \| Wo. ges. \| Interpret \| Titel \| Zusätzliche Informationen \| \| (Zeitraum, Wochen auf Platz eins, Interpret, Titel, zusätzliche Informationen) \| \| \| \| \| \| ------------------------------------------------------------------------------ \| -------- \| ----------------- \| --------------------------------- \| ------------------------- \| \| 26. Januar 2012 – 15. Februar 2013 3 Wochen (insgesamt 3) \| 3 \| Rihanna \| Unapologetic[28] \| – \| \| 16. Februar 2013 – 22. Februar 2013 1 Woche (insgesamt 1) \| 1 \| Charlie Wilson \| Love, Charlie[29] \| – \| \| 23. Februar 2013 – 29. März 2013 5 Wochen (insgesamt 8) \| 8 \| Rihanna \| Unapologetic \| – \| \| 30. März 2013 – 5. April 2013 1 Woche (insgesamt 1) \| 1 \| Mindless Behavior \| All Around the World[30] \| – \| \| 6. April 2013 – 10. Mai 2013 5 Wochen (insgesamt 5) \| 5 \| Justin Timberlake \| The 20/20 Experience[31] \| – \| \| 11. Mai 2013 – 17. Mai 2013 1 Woche (insgesamt 5) \| 5 \| Fantasia \| Side Effects of You[32] \| – \| \| 18. Mai 2013 – 5. Juli 2013 7 Wochen (insgesamt 12) \| 12 \| Justin Timberlake \| The 20/20 Experience \| – \| \| 6. Juli 2013 – 12. Juli 2013 1 Woche (insgesamt 1) \| 1 \| Kelly Rowland \| Talk a Good Game[33] \| – \| \| 13. Juli 2013 – 19. Juli 2013 1 Woche (insgesamt 1) \| 1 \| India.Arie \| Songversation[34] \| – \| \| 20. Juli 2013 – 26. Juli 2013 1 Woche (insgesamt 1) \| 1 \| Joe \| Doubleback: Evolution of R&B[35] \| – \| \| 27. Juli 2013 – 2. August 2013 1 Woche (insgesamt 1) \| 1 \| Ciara \| Ciara[36] \| – \| \| 3. August 2013 – 16. August 2013 2 Wochen (insgesamt 14) \| 14 \| Justin Timberlake \| The 20/20 Experience \| – \| \| 17. August 2013 – 30. August 2013 2 Wochen (insgesamt 2) \| 2 \| Robin Thicke \| Blurred Lines[37] \| – \| \| 31. August 2013 – 6. September 2013 1 Woche (insgesamt 1) \| 1 \| K. Michelle \| Rebellious Soul[38] \| – \| \| 7. September 2013 – 13. September 2013 1 Woche (insgesamt 1) \| 1 \| TGT \| Three Kings[39] \| – \| \| 14. September 2013 – 20. September 2013 1 Woche (insgesamt 3) \| 3 \| Robin Thicke \| Blurred Lines \| – \| \| 21. September 2013 – 27. September 2013 1 Woche (insgesamt 1) \| 1 \| Tamar Braxton \| Love and War[40] \| – \| \| 28. September 2013 – 11. Oktober 2013 2 Wochen (insgesamt 1) \| 1 \| The Weeknd \| Kiss Land[41] \| – \| \| 12. Oktober 2013 – 18. Oktober 2013 1 Woche (insgesamt 4) \| 4 \| Robin Thicke \| Blurred Lines \| – \| \| 19. Oktober 2013 – 29. November 2013 6 Wochen (insgesamt 6) \| 6 \| Justin Timberlake \| The 20/20 Experience – 2 of 2[42] \| – \| \| 30. November 2013 – 6. Dezember 2013 1 Woche (insgesamt 1) \| 1 \| Jhené Aiko \| Sail Out (EP)[43] \| – \| \| 7. Dezember 2013 – 13. Dezember 2013 1 Woche (insgesamt 1) \| 1 \| Mary J. Blige \| A Mary Christmas[44] \| – \| \| 14. Dezember 2013 – 20. Dezember 2013 1 Woche (insgesamt 7) \| 7 \| Justin Timberlake \| The 20/20 Experience – 2 of 2 \| – \| \| 21. Dezember 2013 – 27. Dezember 2013 1 Woche (insgesamt 2) \| 2 \| Mary J. Blige \| A Mary Christmas \| – \| |                                            |                                            |                                            |                           |
| ← 2012 |                                            |                                            |                                            | → 2014 →                  |
| Zeitraum | Wo. ges.                                   | Interpret                                  | Titel                                      | Zusätzliche Informationen |
| (Zeitraum, Wochen auf Platz eins, Interpret, Titel, zusätzliche Informationen) |                                            |                                            |                                            |                           |
| 26. Januar 2012 – 15. Februar 2013 3 Wochen (insgesamt 3) | 3                                          | Rihanna                                    | Unapologetic                               | –                         |
| 16. Februar 2013 – 22. Februar 2013 1 Woche (insgesamt 1) | 1                                          | Charlie Wilson                             | Love, Charlie                              | –                         |
| 23. Februar 2013 – 29. März 2013 5 Wochen (insgesamt 8) | 8                                          | Rihanna                                    | Unapologetic                               | –                         |
| 30. März 2013 – 5. April 2013 1 Woche (insgesamt 1) | 1                                          | Mindless Behavior                          | All Around the World                       | –                         |
| 6. April 2013 – 10. Mai 2013 5 Wochen (insgesamt 5) | 5                                          | Justin Timberlake                          | The 20/20 Experience                       | –                         |
| 11. Mai 2013 – 17. Mai 2013 1 Woche (insgesamt 5) | 5                                          | Fantasia                                   | Side Effects of You                        | –                         |
| 18. Mai 2013 – 5. Juli 2013 7 Wochen (insgesamt 12) | 12                                         | Justin Timberlake                          | The 20/20 Experience                       | –                         |
| 6. Juli 2013 – 12. Juli 2013 1 Woche (insgesamt 1) | 1                                          | Kelly Rowland                              | Talk a Good Game                           | –                         |
| 13. Juli 2013 – 19. Juli 2013 1 Woche (insgesamt 1) | 1                                          | India.Arie                                 | Songversation                              | –                         |
| 20. Juli 2013 – 26. Juli 2013 1 Woche (insgesamt 1) | 1                                          | Joe                                        | Doubleback: Evolution of R&B               | –                         |
| 27. Juli 2013 – 2. August 2013 1 Woche (insgesamt 1) | 1                                          | Ciara                                      | Ciara                                      | –                         |
| 3. August 2013 – 16. August 2013 2 Wochen (insgesamt 14) | 14                                         | Justin Timberlake                          | The 20/20 Experience                       | –                         |
| 17. August 2013 – 30. August 2013 2 Wochen (insgesamt 2) | 2                                          | Robin Thicke                               | Blurred Lines                              | –                         |
| 31. August 2013 – 6. September 2013 1 Woche (insgesamt 1) | 1                                          | K. Michelle                                | Rebellious Soul                            | –                         |
| 7. September 2013 – 13. September 2013 1 Woche (insgesamt 1) | 1                                          | TGT                                        | Three Kings                                | –                         |
| 14. September 2013 – 20. September 2013 1 Woche (insgesamt 3) | 3                                          | Robin Thicke                               | Blurred Lines                              | –                         |
| 21. September 2013 – 27. September 2013 1 Woche (insgesamt 1) | 1                                          | Tamar Braxton                              | Love and War                               | –                         |
| 28. September 2013 – 11. Oktober 2013 2 Wochen (insgesamt 1) | 1                                          | The Weeknd                                 | Kiss Land                                  | –                         |
| 12. Oktober 2013 – 18. Oktober 2013 1 Woche (insgesamt 4) | 4                                          | Robin Thicke                               | Blurred Lines                              | –                         |
| 19. Oktober 2013 – 29. November 2013 6 Wochen (insgesamt 6) | 6                                          | Justin Timberlake                          | The 20/20 Experience – 2 of 2              | –                         |
| 30. November 2013 – 6. Dezember 2013 1 Woche (insgesamt 1) | 1                                          | Jhené Aiko                                 | Sail Out (EP)                              | –                         |
| 7. Dezember 2013 – 13. Dezember 2013 1 Woche (insgesamt 1) | 1                                          | Mary J. Blige                              | A Mary Christmas                           | –                         |
| 14. Dezember 2013 – 20. Dezember 2013 1 Woche (insgesamt 7) | 7                                          | Justin Timberlake                          | The 20/20 Experience – 2 of 2              | –                         |
| 21. Dezember 2013 – 27. Dezember 2013 1 Woche (insgesamt 2) | 2                                          | Mary J. Blige                              | A Mary Christmas                           | –                         |

## Rap-Alben (Top 25)
| ← 2012 ← | Liste der Nummer-eins-R&B-Alben in den USA | Liste der Nummer-eins-R&B-Alben in den USA | Liste der Nummer-eins-R&B-Alben in den USA | 2014 →                    |
| \| Zeitraum \| Wo. ges. \| Interpret \| Titel \| Zusätzliche Informationen \| \| (Zeitraum, Wochen auf Platz eins, Interpret, Titel, zusätzliche Informationen) \| \| \| \| \| \| ------------------------------------------------------------------------------ \| -------- \| ----------------------- \| ------------------------------ \| ------------------------- \| \| 29. Dezember 2012 – 4. Januar 2013 1 Woche (insgesamt 1) \| 1 \| The Game \| Jesus Piece \| – \| \| 5. Januar 2013 – 18. Januar 2013 2 Wochen (insgesamt 2) \| 2 \| T.I. \| Trouble Man: Heavy Is the Head \| – \| \| 19. Januar 2013 – 25. Januar 2013 1 Woche (insgesamt 4) \| 4 \| Kendrick Lamar \| Good Kid, M.A.A.D City[45] \| – \| \| 26. Januar 2013 – 1. Februar 2013 1 Woche (insgesamt 3) \| 3 \| T.I. \| Trouble Man: Heavy Is the Head \| – \| \| 2. Februar 2013 – 22. Februar 2013 3 Wochen (insgesamt 3) \| 3 \| ASAP Rocky \| Long.Live.A$AP \| – \| \| 23. Februar 2013 – 1. März 2013 1 Woche (insgesamt 1) \| 1 \| Joe Budden \| No Love Lost \| – \| \| 2. März 2013 – 8. März 2013 1 Woche (insgesamt 4) \| 4 \| ASAP Rocky \| Long.Live.A$AP \| – \| \| 9. März 2013 – 12. April 2013 5 Wochen (insgesamt 6) \| 6 \| Macklemore & Ryan Lewis \| The Heist \| – \| \| 13. April 2013 – 19. April 2013 1 Woche (insgesamt 1) \| 1 \| Lil Wayne \| I Am Not a Human Being II[46] \| – \| \| 20. April 2013 – 26. April 2013 1 Woche (insgesamt 1) \| 1 \| Tyler, the Creator \| Wolf[47] \| – \| \| 27. April 2013 – 3. Mai 2013 1 Woche (insgesamt 1) \| 1 \| Tyga \| Hotel California[48] \| – \| \| 4. Mai 2013 – 17. Mai 2013 2 Wochen (insgesamt 2) \| 2 \| Kid Cudi \| Indicud \| – \| \| 18. Mai 2013 – 7. Juni 2013 3 Wochen (insgesamt 9) \| 9 \| Macklemore & Ryan Lewis \| The Heist \| – \| \| 8. Juni 2013 – 14. Juni 2013 1 Woche (insgesamt 1) \| 1 \| French Montana \| Excuse My French \| – \| \| 15. Juni 2013 – 28. Juni 2013 2 Wochen (insgesamt 11) \| 11 \| Macklemore & Ryan Lewis \| The Heist \| – \| \| 29. Juni 2013 – 5. Juli 2013 1 Woche (insgesamt 1) \| 1 \| The Lonely Island \| The Wack Album[49] \| – \| \| 6. Juli 2013 – 12. Juli 2013 1 Woche (insgesamt 1) \| 1 \| Kanye West \| Yeezus \| – \| \| 13. Juli 2013 – 19. Juli 2013 1 Woche (insgesamt 1) \| 1 \| Wale \| The Gifted \| – \| \| 20. Juli 2013 – 26. Juli 2013 1 Woche (insgesamt 1) \| 1 \| J. Cole \| Born Sinner \| – \| \| 27. Juli 2013 – 6. September 2013 6 Wochen (insgesamt 6) \| 6 \| Jay-Z \| Magna Carta Holy Grail \| – \| \| 7. September 2013 – 13. September 2013 1 Woche (insgesamt 1) \| 1 \| Earl Sweatshirt \| Doris[50] \| – \| \| 14. September 2013 – 20. September 2013 1 Woche (insgesamt 1) \| 1 \| Big Sean \| Hall of Fame \| – \| \| 21. September 2013 – 27. September 2013 1 Woche (insgesamt 1) \| 1 \| Juicy J \| Stay Trippy[51] \| – \| \| 28. September 2013 – 4. Oktober 2013 1 Woche (insgesamt 1) \| 1 \| 2 Chainz \| B.O.A.T.S. II: Me Time[52] \| – \| \| 5. Oktober 2013 – 11. Oktober 2013 1 Woche (insgesamt 1) \| 1 \| Maybach Music Group \| Self Made Vol. 3 \| – \| \| 12. Oktober 2013 – 22. November 2013 6 Wochen (insgesamt 6) \| 6 \| Drake \| Nothing Was the Same \| – \| \| 23. November 2013 – 27. Dezember 2013 5 Wochen (insgesamt 5) \| 5 \| Eminem \| The Marshall Mathers LP 2 \| – \| |                                            |                                            |                                            |                           |
| ← 2012 |                                            |                                            |                                            | → 2014 →                  |
| Zeitraum | Wo. ges.                                   | Interpret                                  | Titel                                      | Zusätzliche Informationen |
| (Zeitraum, Wochen auf Platz eins, Interpret, Titel, zusätzliche Informationen) |                                            |                                            |                                            |                           |
| 29. Dezember 2012 – 4. Januar 2013 1 Woche (insgesamt 1) | 1                                          | The Game                                   | Jesus Piece                                | –                         |
| 5. Januar 2013 – 18. Januar 2013 2 Wochen (insgesamt 2) | 2                                          | T.I.                                       | Trouble Man: Heavy Is the Head             | –                         |
| 19. Januar 2013 – 25. Januar 2013 1 Woche (insgesamt 4) | 4                                          | Kendrick Lamar                             | Good Kid, M.A.A.D City                     | –                         |
| 26. Januar 2013 – 1. Februar 2013 1 Woche (insgesamt 3) | 3                                          | T.I.                                       | Trouble Man: Heavy Is the Head             | –                         |
| 2. Februar 2013 – 22. Februar 2013 3 Wochen (insgesamt 3) | 3                                          | ASAP Rocky                                 | Long.Live.A$AP                             | –                         |
| 23. Februar 2013 – 1. März 2013 1 Woche (insgesamt 1) | 1                                          | Joe Budden                                 | No Love Lost                               | –                         |
| 2. März 2013 – 8. März 2013 1 Woche (insgesamt 4) | 4                                          | ASAP Rocky                                 | Long.Live.A$AP                             | –                         |
| 9. März 2013 – 12. April 2013 5 Wochen (insgesamt 6) | 6                                          | Macklemore & Ryan Lewis                    | The Heist                                  | –                         |
| 13. April 2013 – 19. April 2013 1 Woche (insgesamt 1) | 1                                          | Lil Wayne                                  | I Am Not a Human Being II                  | –                         |
| 20. April 2013 – 26. April 2013 1 Woche (insgesamt 1) | 1                                          | Tyler, the Creator                         | Wolf                                       | –                         |
| 27. April 2013 – 3. Mai 2013 1 Woche (insgesamt 1) | 1                                          | Tyga                                       | Hotel California                           | –                         |
| 4. Mai 2013 – 17. Mai 2013 2 Wochen (insgesamt 2) | 2                                          | Kid Cudi                                   | Indicud                                    | –                         |
| 18. Mai 2013 – 7. Juni 2013 3 Wochen (insgesamt 9) | 9                                          | Macklemore & Ryan Lewis                    | The Heist                                  | –                         |
| 8. Juni 2013 – 14. Juni 2013 1 Woche (insgesamt 1) | 1                                          | French Montana                             | Excuse My French                           | –                         |
| 15. Juni 2013 – 28. Juni 2013 2 Wochen (insgesamt 11) | 11                                         | Macklemore & Ryan Lewis                    | The Heist                                  | –                         |
| 29. Juni 2013 – 5. Juli 2013 1 Woche (insgesamt 1) | 1                                          | The Lonely Island                          | The Wack Album                             | –                         |
| 6. Juli 2013 – 12. Juli 2013 1 Woche (insgesamt 1) | 1                                          | Kanye West                                 | Yeezus                                     | –                         |
| 13. Juli 2013 – 19. Juli 2013 1 Woche (insgesamt 1) | 1                                          | Wale                                       | The Gifted                                 | –                         |
| 20. Juli 2013 – 26. Juli 2013 1 Woche (insgesamt 1) | 1                                          | J. Cole                                    | Born Sinner                                | –                         |
| 27. Juli 2013 – 6. September 2013 6 Wochen (insgesamt 6) | 6                                          | Jay-Z                                      | Magna Carta Holy Grail                     | –                         |
| 7. September 2013 – 13. September 2013 1 Woche (insgesamt 1) | 1                                          | Earl Sweatshirt                            | Doris                                      | –                         |
| 14. September 2013 – 20. September 2013 1 Woche (insgesamt 1) | 1                                          | Big Sean                                   | Hall of Fame                               | –                         |
| 21. September 2013 – 27. September 2013 1 Woche (insgesamt 1) | 1                                          | Juicy J                                    | Stay Trippy                                | –                         |
| 28. September 2013 – 4. Oktober 2013 1 Woche (insgesamt 1) | 1                                          | 2 Chainz                                   | B.O.A.T.S. II: Me Time                     | –                         |
| 5. Oktober 2013 – 11. Oktober 2013 1 Woche (insgesamt 1) | 1                                          | Maybach Music Group                        | Self Made Vol. 3                           | –                         |
| 12. Oktober 2013 – 22. November 2013 6 Wochen (insgesamt 6) | 6                                          | Drake                                      | Nothing Was the Same                       | –                         |
| 23. November 2013 – 27. Dezember 2013 5 Wochen (insgesamt 5) | 5                                          | Eminem                                     | The Marshall Mathers LP 2                  | –                         |